# 蛮子 (元朝)
蛮子（?—?），元朝大臣，元顺帝时中书平章政事。
至正十三年（1353年），由侍御史转任中书省参知政事。至正十五年（1355年），升任中书右丞，转任中政院使。至正二十六年（1366年），担任知枢密院事。至正二十七年（1367年），拜任中书省平章政事，兼知枢密院事，分省保定（今河北省保定市）。